# Franz Viehböck
Franz Artur Viehböck (Vienna, 24 agosto 1960) è un astronauta austriaco.
Viehböck è un ingegnere elettronico ed astronauta, il primo proveniente dall'Austria, è sposato ed ha una figlia (Carina) nata mentre lui era in orbita.
È stato selezionato assieme a Clemens Lothaller per un progetto spaziale congiunto tra Austria ed Unione Sovietica.
Dopo due anni di addestramento è stato scelto per la missione ed è partito dal cosmodromo di Baikonur il 2 ottobre 1991 con la missione Sojuz TM-13 alla volta della stazione spaziale russa Mir dove ha condotto esperimenti nel campo della medicina nello spazio, fisica e tecnologia spaziale.
Dopo 7 giorni, 22 ore e 12 minuti è atterrato in Kazakistan con la Sojuz TM-12.
Successivamente ha lavorato per la Rockwell International negli Stati Uniti d'America, poi quando questa è stata rilevata dalla Boeing è stato rimandato in Austria.